# Stefan Laufer

Stefan Laufer (2019)

Stefan Laufer (* 16. Dezember 1959 in Steinheim) ist ein deutscher Apotheker und Professor für Pharmazeutische Chemie an der Eberhard Karls Universität Tübingen.

## Leben
Laufer studierte ab 1980 Pharmazie an der Universität Regensburg. Nach dem praktischen Jahr absolvierte er 1985 das dritte Staatsexamen und erhielt im selben Jahr die Approbation zum Apotheker. Anschließend war er bis 1988 wissenschaftlicher Mitarbeiter und Doktorand am Lehrstuhl für Pharmazeutische Chemie der Universität Regensburg und wurde dort 1989 mit der Arbeit „5-Aminoisoxazole. Synthese und kardiovaskuläre Wirkung“ unter der Betreuung von Dannhardt mit summa cum laude promoviert.
Nach der Promotion war er bis 1990 wissenschaftlicher Assistent am Institut für Pharmazeutische Chemie und Biopharmazie an der Johann Wolfgang Goethe-Universität Frankfurt am Main. Danach wechselte er in die Pharmazeutische Industrie, zunächst als Leiter der Abteilung Wirkstoffforschung und ab 1996 Leiter des Bereichs Forschung & Entwicklung und Mitglied der Geschäftsleitung der Merckle GmbH. Parallel dazu hatte er Lehraufträge an den Universitäten Frankfurt und Mainz. 1997 wurde er an der Universität Mainz mit der Arbeit: „Duale Hemmstoffe der Cyclooxygenase und 5-Lipoxygenase: Ein Konzept zur Entwicklung nebenwirkungsarmer nichtsteroidaler Antirheumatika“ habilitiert und erhielt die venia legendi für das Fach Pharmazeutische Chemie. An berufsbegleitenden Qualifikationen sind Fachapotheker für Pharmazeutische Analytik (1989), Fachapotheker für Toxikologie und Ökologie (1994) und das Advanced Management Program European, INSEAD, Fontainebleau (1998) zu nennen. Seit dem Wintersemester 1999/2000 hat er den Lehrstuhl für Pharmazeutische Chemie an der Eberhard Karls Universität in Tübingen inne.
Seit seiner Berufung betreibt Laufer akademische Wirkstoffforschung mit stark translationalem Anspruch. Dabei entwickelte er drei Wirkstoffe bis zur Erstanwendung am Menschen (Licofelone, CBS-3595, Skepinone-L), sowie aktuell HRX-215 als ersten MKK4-Inhibitor zur Leberregeneration.
Sein Forschungsschwerpunkt liegt in Bereich Entzündung, Autoimmunität und Krebs mit den molekularen Angriffspunkten Eicosanoid-Modulatoren und Proteinkinasen. Zur Translation gründete er zusammen mit der Robert-Bosch-Stiftung 2005 das interfakultäre Zentrum für Pharmakogenomik und Arzneimittelforschung Tübingen/Stuttgart, in dem er von 2011 bis 2019 Sprecher war und bis heute Mitglied des Leitungsgremiums ist. Er ist außerdem seit 2016 Mitglied des Zentrums für personalisierte Medizin und 2015 Mitgründer des Tübingen Center for Academic Drug Discovery & Development (TüCAD2), das seit 2017 eine Plattform im Rahmen der Exzellenzstrategie der Universität Tübingen ist.
Als Lehrstuhlinhaber für Pharmazeutische Chemie an der Eberhard-Karls-Universität in Tübingen ist er seit seiner Berufung im Jahre 1999 in verschiedenen universitären Gremien aktiv. Er war von 2004 bis 2006 Dekan und von 2006 bis 2015 stv. Vorsitzender des Universitätsrates. Im Bereich Lehre betrieb er 2003 die Einführung des Diplomstudiengangs „pharmazeutische Wissenschaften“, der nach Einführung der Bologna-Reform in den Masterstudiengang „Pharmaceutical Sciences and Technologies“ überführt wurde.
Neben seiner akademischen Tätigkeit war er Mitglied des Aufsichtsrats der BioPro Baden-Württemberg GmbH, der ProGen GmbH und ist Mitgründer der Firmen HepaRegeniX GmbH und CAIR Biosciences GmbH.

## Auslandsaktivitäten
Laufer ist Gründungsdekan der Deutschen Universität Kairo (GUC), die als erste deutsche Privatuniversität im Ausland jedes Jahr rund 400 Pharmazeuten und Biotechnologen ausbildet.
Seit 2005 ist er Direktor des baden-württembergischen Brasilienzentrums. Er ist seit 2014 Mitglied der Brasilianischen Akademie der Wissenschaften (Academia Brasileira de Ciências) und Mitglied des wissenschaftlichen Beirats des INCT-INOFAR (Instituto Nacional de Ciência e Tecnologia de Fármacos e Medicamentos) und Visiting Guest Professor an der URFJ in Rio de Janeiro.

## Mitgliedschaften
Laufer engagiert sich seit langem in der Deutschen Pharmazeutischen Gesellschaft (DPhG). Er war von 2016 bis 2019 Präsident und von 2012 bis 2015 Vizepräsident Hochschule.  Seit 2002 steht er der Regionalgruppe Südwürttemberg-Hohenzollern und aktuell auch der Landesgruppe Baden-Württemberg vor. Zudem ist er seit 2008 im Vorstand der Fachgruppe Pharmazeutische und Medizinische Chemie, auch in der gemeinsamen Fachgruppe mit der Gesellschaft Deutscher Chemiker (GDCh). Des Weiteren ist er Mitglied der Österreichischen Pharmazeutischen Gesellschaft (ÖPhG) sowie der American Chemical Society (MedChem Division).

## Ehrungen
1998: Ruf auf eine C-4 Professur für pharmazeutische Chemie an die Universität Bonn (Nachfolge Prof. Nickel/Rücker), abgelehnt
1999: Ruf auf eine C-4 Professur für pharmazeutische Chemie an die Universität Tübingen (Nachfolge Prof. Roth), angenommen
2003: Ruf auf eine C-4 Professur für pharmazeutische Chemie an die Universität Freiburg (Nachfolge Prof. Frahm), abgelehnt
2006: Phoenix Wissenschaftspreis Pharmazie: „Synthesis and biological testing of purine derivatives as potential ATP– competitive kinase inhibitors“
2016: Lehrpreis Molekulare Medizin (Advanced Molecular Oncology) als Bester Dozent
2017: Phoenix Wissenschaftspreis Pharmazie: „Lung cancer: EGFR inhibitors with low nanomolar activity against a therapy resistant L858R/T790M/C797S mutant“
2024: Mannich-Award of the German Pharmaceutical Society (DPhG)